# فنسنت كافاناه
فنسنت كافاناه (بالإنجليزية: Vincent Cavanagh)‏ هو عازف قيثارة ومغني بريطاني، ولد في 29 أغسطس 1973 في ليفربول في المملكة المتحدة.

## وصلات خارجية
- الموقع الرسمي
- فنسنت كافاناه على موقع ميوزك برينز (الإنجليزية)
- فنسنت كافاناه على موقع ديسكوغز (الإنجليزية)